# Helius medleri
Helius medleri är en tvåvingeart som beskrevs av Alexander 1976. Helius medleri ingår i släktet Helius och familjen småharkrankar.
Artens utbredningsområde är Nigeria. Inga underarter finns listade i Catalogue of Life.